# أبو الحسن علي الريحاني
أبو الحسن علي الريحاني (توفي ق. 834) كان مؤلفًا وبيروقراطيًا وشاعرًا إيرانيًا، عمل كاتبًا في الشؤون الحكومية المدنية رفيعة المستوى، في عهد الخليفة العباسي المأمون (حكم. 813–833).